# Czerniczka
Czerniczka, czernica obrożna, czernica amerykańska (Aythya collaris) – gatunek średniej wielkości ptaka wodnego z rodziny kaczkowatych (Anatidae) zamieszkujący Amerykę Północną. Nie jest zagrożony wyginięciem. 

## Systematyka
Gatunek ten po raz pierwszy zgodnie z zasadami nazewnictwa binominalnego opisał w 1809 roku Edward Donovan, w oparciu o okaz samca nabyty w styczniu 1801 roku w Leadenhall Market w Londynie. Autor nadał gatunkowi nazwę Anas collaris, a jako przypuszczalne miejsce odłowu holotypu wskazał torfowiska w hrabstwie Lincolnshire. Obecnie gatunek umieszczany jest w rodzaju Aythya.
Nie wyróżnia się podgatunków.

## Występowanie
Ptak ten występuje od środkowej Alaski i Nowej Fundlandii na północy po północną Kalifornię, Kolorado i Wielkie Jeziora Północnoamerykańskie na południu. Zimuje na wybrzeżu atlantyckim Ameryki Północnej, brzegach Zatoki Meksykańskiej i Wielkich Jezior Północnoamerykańskich, a także na wybrzeżu pacyficznym, aż po Panamę oraz na Bahamach i Antylach. Czasem zimuje na Hawajach. Okazyjnie pojawia się w Europie i północnej Afryce. W Polsce pojawia się sporadycznie – do końca 2020 roku stwierdzono ją tylko 13 razy (stwierdzenie z 2020 dotyczyło dwóch osobników – samca i samicy).

## Morfologia
Cechy gatunkuPrzypomina czernicę, lecz zamiast czuba pióra na głowie tworzą hełm. Samiec w szacie godowej ma głowę i szyję czarną z metalicznym połyskiem, u podstawy szyi czerwonawa obrączka. Grzbiet czarny, boki szare z czarnym prążkowaniem. Przednia część boków i brzuch białe. Samica brązowa, z jaśniejszym podgardlem i policzkiem, brzuch również jaśniejszy. Wokół oka wąska biała obrączka, od której ku tyłowi odchodzi biały pasek. Młodociane podobne do samicy.
Wymiary średniedługość ciała ok. 36–46 cm
rozpiętość skrzydeł 61–76 cm
masa ciała ok. 600–1200 g (średnio 736 g)

## Ekologia
BiotopMałe, gęsto zarośnięte zbiorniki słodkowodne. Zimuje na większych jeziorach, przybrzeżnych mokradłach i na wybrzeżach mórz.
GniazdoNa skraju wody, na wysepce lub pływającej platformie. Zbudowane z części roślin.
JajaW ciągu roku wyprowadza jeden lęg (w razie utraty jaj może wyprowadzić drugi ponownie), składając w maju czerwcu 6 do 14 jaj koloru od kremowego przez oliwkowy i zielonkawy po brązowy. Jaja mają średnie wymiary 58×41 mm i średnią masę 51 g. Wysiadywane są przez okres 25 do 29 dni przez samicę.
PisklętaPisklęta opuszczają gniazdo po wykluciu, usamodzielniają się po 49–56 dniach.
PożywienieRośliny wodne i lądowe uzupełnione przez wodne bezkręgowce. Nurkuje.

## Status i ochrona
Międzynarodowa Unia Ochrony Przyrody (IUCN) uznaje czerniczkę za gatunek najmniejszej troski (LC – Least Concern). Liczebność populacji szacuje się na ponad 2 miliony dorosłych osobników, a jej trend uznawany jest za wzrostowy. W Polsce podlega ścisłej ochronie gatunkowej.